# 喀什武斗
喀什武斗是1967年发生在新疆维吾尔自治区喀什地区的武斗事件。

## 背景
1967年1月21日零点，驻喀什市群众造反组织冲进中共喀什地委、专署、喀什市委、喀什市人民委员会机关，全盘接管地、市两级领导机关大权。从此，全市各单位掀起了“夺权”浪潮。根据中央及中央军委指示，中国人民解放军喀什驻军实行支农、支工、支右（？大约是“支左”之误）、军管、军训，对喀什市公、检、法和市广播站实行军事管制。
2月19日，喀什无产阶级革命造反组织与驻南疆部队7万余人举行大联合誓师大会、游行，实行无产阶级革命造反派大联合，组成“三结合”筹备领导小组。

## 过程
8月14日，新疆工人阶级造反司令部喀什职工联络站、喀什工人阶级造反总司令部组织人力，攻击住在市委大楼里的另一派群众组织新疆革命工人大联合促进会喀什职工作战总部，造反司令部人员用喷火器从一楼向二楼喷火，点燃大楼，使百万元的市委办公大楼烧毁，文件档案化为灰烬。8月16日，“三新”（新疆工人阶级造反司令部喀什职工联络站、新疆红卫兵选择司令部喀什分部、新疆农民造反司令部喀什分部）占据喀什市，“三促”（新疆革命工人大联合促进会喀什作战总部、新疆红卫兵革命大联合促进会喀什反修前线总部、新疆农民大联合促进会喀什农民司令部）一派退往疏勒，“三促”与疏勒县群众组织“联委”联合攻打七里桥，造成2人死亡，40多人受伤。8月17日，“三新”从喀什棉纺织厂拉来棉花包，将七里桥堵死。喀什到和田交通完全中断。同日，“三新”和“喀什工人阶级代表大会筹备委员会”组成“喀什文攻武卫联合指挥部”。8月27日，“喀什文攻武卫联合指挥部”煽动1200余人，携带部分常规武器和长矛大刀，攻打喀什市东高营房里的另一派农三师基建大队的群众组织致使24人死亡、47人受伤、172人被抓逼供拷打，结果8人被打致残。
9月21日喀什群众组织“大联委”和农三师汽车营群众组织“四野”在喀什市东方红公社四大队埋伏，同纺织厂的群众组织“红纺”发生冲突，打死2人，伤2人，为“东线事件”。
喀什武斗导致喀疏公路交通中断，导致大量中巴公募的巴基斯坦筑路队官员工人滞留。周恩来派任晨前往疏通双方对峙；10月9日，周恩来指派新疆军区文革办、部队和“新疆红二司兵团”等组织的代表到喀什，会同南疆军区、“喀什文攻武卫联合指挥部”和“三促”及“喀什工人阶级大联合委员会”四方代表协商解决开放喀什七里桥交通一事。13日晨，周恩来亲自电话指示南疆军区“支左”领导“制止武斗，开放交通，各组织自己斗、批、改、解散指挥部，联合起来”。命令喀什两派在十三日拂晓前将双方在公路上设置的路障、卡子、沟渠、工事统统撤消平毁，双方武器自行封存。由空九军负责监督执行。6点钟，“三新”“文攻武卫联合指挥部”回复“革命造反派最听党中央的话，总理指示我即行动”的电报。15日，喀什四大群众组织代表在疏勒县由军区主持协商，于当天晚上拆除七里桥路障。